# عشق چهره‌های زیادی دارد
عشق چهره‌های زیادی دارد (انگلیسی: Love Has Many Faces) فیلمی در ژانر درام به کارگردانی الکساندر سینگر است که در سال ۱۹۶۵ منتشر شد.

## بازیگران
- لانا ترنر
- کلیف رابرتسون
- هیو اوبراین
- روت رومن
- استفانی پاورز
- ویرجینیا گری